# Sony Open Tennis 2014
Sony Open Tennis 2014 — ежегодный профессиональный теннисный турнир, в 30-й раз проводившийся в Ки-Бискейне, Майами на открытых хардовых кортах. Мужской турнир имеет категорию ATP Masters 1000, а женский — WTA Premier Mandatory.
Соревнование продолжает мини-серию из двух турниров, основная сетка которых играется более 1 недели.
Соревнования были проведены на кортах Tennis Center at Crandon Park — с 17 по 30 марта 2014 года.
Прошлогодние победители:
- мужчины одиночки —  Энди Маррей.
- женщины одиночки —  Серена Уильямс.
- мужчины пары —  Айсам-уль-Хак Куреши /  Жан-Жюльен Ройер.
- женщины пары —  Надежда Петрова /  Катарина Среботник.

## Соревнования

### Мужчины. Одиночный турнир
Новак Джокович обыграл  Рафаэля Надаля со счётом 6-3, 6-3.
- Джокович выигрывает 2-й титул в сезоне и 43-й за карьеру в основном туре ассоциации.
- Надаль уступает 2-й финал в сезоне и 27-й за карьеру в основном туре ассоциации.

### Женщины. Одиночный турнир
Серена Уильямс обыграла  Ли На со счётом 7-5, 6-1.
- Уильямс выиграла 2-й титул в сезоне и 59-й за карьеру в туре ассоциации.
- Ли уступила 1-й финал в сезоне и 12-й за карьеру в туре ассоциации.

### Мужчины. Парный турнир
Боб Брайан /  Майк Брайан обыграли  Хуана Себастьяна Кабаля /  Роберта Фару со счётом 7-68, 6-4.
- Братья выигрывают свой 3-й титул в сезоне и 96-й за карьеру в основном туре ассоциации.
- Для Боба это также 96-й титул на этом уровне, а для Майка — 98-й.

### Женщины. Парный турнир
Мартина Хингис /  Сабина Лисицки обыграли  Екатерину Макарову /  Елену Веснину со счётом 4-6, 6-4, [10-5].
- Хингис выигрывает 1-й титул в сезоне и 38-й за карьеру в туре ассоциации.
- Лисицки выигрывает 1-й титул в сезоне и 3-й за карьеру в туре ассоциации.